# ニシュ条約 (1739年)
ニシュ条約（トルコ語: Niş Antlaşması、セルビア語: Нишки споразум）は、1739年10月3日にセルビア東部のニシュで署名された、オスマン帝国とロシア帝国の講和条約。

## 概要
1735年に勃発した露土戦争はロシアが黒海征服への第一歩としてアゾフとクリミア半島への野心を露わにした結果である。
ハプスブルク帝国は1737年にロシア側で参戦したが敗北し、ベオグラード条約でセルビア北部、ボスニア北部、オルテニアを放棄する結果となった。その代わり、オスマン帝国のスルタンはハプスブルク家の神聖ローマ皇帝を帝国内のキリスト教徒の保護者と認めた。
オーストリアが脱落したためオスマン帝国はロシア軍のコンスタンティノープルへの進軍を食い止めることに成功し、ロシアは講和を飲んだ。
ニシュ条約では戦争勃発の原因であったアゾフとクリミアをめぐる争いをオスマン有利で決着した。ロシアはアゾフ港の建設を許可されたが、アゾフの要塞化と黒海艦隊の創設は禁止された。またロシアはクリミアとモルダヴィアへの請求を放棄した。